# Danh sách tập phim Fairy Tail (mùa 1)
Đây là mùa đầu tiên anime Fairy Tail của đạo diễn Ishihira Shinji, sản xuất bởi A-1 Pictures và Satelight. 
Mùa này bắt đầu phát sóng từ 12 tháng 10 năm 2009 đến 27 tháng 9 năm 2010 trên TV Tokyo

## Danh sách tập
| #  | Tựa đề                                                                                       | Ngày phát sóng gốc        | Ngày phát sóng ở VN  |
| -- | -------------------------------------------------------------------------------------------- | ------------------------- | -------------------- |
| 1  | "Yêu tinh cừu vĩ" "Yōsei no Shippo" (妖精の尻尾)                                             | ngày 12 tháng 10 năm 2009 | 25 tháng 5 năm 2014  |
| 2  | "Rồng lửa, Khỉ và Bò" "Karyū to Saru to Ushi" (火竜と猿と牛)                                 | ngày 19 tháng 10 năm 2009 | 25 tháng 5 năm 2014  |
| 3  | "Thâm nhập vào dinh thự Everlue" "Sennyū Seyo!! Ebarū Yashiki!!" (潛入せよ!! エバルー屋敷!!) | ngày 26 tháng 10 năm 2009 | 1 tháng 6 năm 2014   |
| 4  | "Gửi Kaby thân yêu!" "Shin'ai Naru Kābi e" (DEAR KABY 〜親愛なるカービィへ〜)                | ngày 2 tháng 11 năm 2009  | 1 tháng 6 năm 2014   |
| 5  | "Giáp ma đạo sĩ" "Yoroi no Madōshi" (鎧の魔導士)                                             | ngày 9 tháng 11 năm 2009  | 8 tháng 6 năm 2014   |
| 6  | "Yêu tinh trong gió" "Yōsei-tachi wa Kaze no Naka" (妖精たちは風の中)                        | ngày 16 tháng 11 năm 2009 | 8 tháng 6 năm 2014   |
| 7  | "Lửa và gió" "Honō to Kaze" (炎と風)                                                         | ngày 23 tháng 11 năm 2009 | 15 tháng 6 năm 2014  |
| 8  | "Đội mạnh nhất" "Saikyō Chīmu!!!" (最強チーム!!!)                                            | ngày 30 tháng 11 năm 2009 | 15 tháng 6 năm 2014  |
| 9  | "Natsu và ngôi làng kì lạ" "Natsu, Mura o Kū" (ナツ､ 村を食う)                               | ngày 7 tháng 12 năm 2009  | 22 tháng 6 năm 2014  |
| 10 | "Natsu đấu với Erza" "Natsu vs. Eruza" (ナツ vs. エルザ)                                     | ngày 14 tháng 12 năm 2009 | 22 tháng 6 năm 2014  |
| 11 | "Câu chuyện hòn đảo bị nguyền rủa" "Norowareta Shima" (呪われた島)                           | ngày 21 tháng 12 năm 2009 | 29 tháng 6 năm 2014  |
| 12 | "Giọt trăng" "Mūn Dorippu" (月の雫（ムーンドリップ）)                                        | ngày 4 tháng 1 năm 2010   | 29 tháng 6 năm 2014  |
| 13 | "Natsu đấu với Yuka sóng âm" "Natsu vs. Hadō no Yūka" (ナツ vs. 波動のユウカ)                | ngày 11 tháng 1 năm 2010  | 6 tháng 7 năm 2014   |
| 14 | "Làm những việc cần phải làm" "Katte ni Shiyagare!!" (勝手にしやがれ!!)                      | ngày 18 tháng 1 năm 2010  | 6 tháng 7 năm 2014   |
| 15 | "Ma thuật vĩnh cửu" "Eien no Mahō" (永遠の魔法)                                              | ngày 25 tháng 1 năm 2010  | 13 tháng 7 năm 2014  |
| 16 | "Đảo Galuna! Trận chiến quyết định" "Garuna-tō, Saishū Kessen" (ガルナ島 最終決戦)           | ngày 1 tháng 2 năm 2010   | 13 tháng 7 năm 2014  |
| 17 | "Burst" "BURST"                                                                              | ngày 8 tháng 2 năm 2010   | 20 tháng 7 năm 2014  |
| 18 | "Bay cao! Chạm tới bầu trời" "Todoke, Ano Sora ni" (届け あの空に)                           | ngày 15 tháng 2 năm 2010  | 20 tháng 7 năm 2014  |
| 19 | "Thiếc nhẫn hoán đổi" "Chenjiringu" (チェンジリング)                                         | ngày 22 tháng 2 năm 2010  | 27 tháng 7 năm 2014  |
| 20 | "Natsu và quả trứng rồng" "Natsu to Doragon no Tamago" (ナツとドラゴンの卵)                  | ngày 1 tháng 3 năm 2010   | 27 tháng 7 năm 2014  |
| 21 | "Người điều khiển hội Phantom" "Yūki no Shihaisha" (幽鬼の支配者)                            | ngày 8 tháng 3 năm 2010   | 3 tháng 8 năm 2014   |
| 22 | "Lucy Heartfilia" "Rūshii Hātofiria" (ルーシィ・ハートフィリア)                              | ngày 15 tháng 3 năm 2010  | 3 tháng 8 năm 2014   |
| 23 | "15 phút" "Jūgo-fun" (15分)                                                                  | ngày 22 tháng 3 năm 2010  | 10 tháng 8 năm 2014  |
| 24 | "Để không ai nhìn thấy giọt nước mắt ấy" "Sono Namida o Minai Tame ni" (その涙を見ない為に)  | ngày 29 tháng 3 năm 2010  | 10 tháng 8 năm 2014  |
| 25 | "Bông Hoa Kỳ lạ nở dưới trời mưa" "Ame no Naka ni Saku Hana" (雨の中に咲く華)                | ngày 12 tháng 4 năm 2010  | 17 tháng 8 năm 2014  |
| 26 | "Đôi cánh lửa" "Honō no Tsubasa" (炎の翼)                                                    | ngày 19 tháng 4 năm 2010  | 17 tháng 8 năm 2014  |
| 27 | "Hai chiến binh rồng" "Futari no Doragon Sureiyā" (二人の滅竜魔導士（ドラゴンスレイヤー）)   | ngày 26 tháng 4 năm 2010  | 24 tháng 8 năm 2014  |
| 28 | "Luật Fairy" "Fearī Rō" (フェアリーロウ)                                                     | ngày 3 tháng 5 năm 2010   | 24 tháng 8 năm 2014  |
| 29 | "Quyết định của tôi" "Atashi no Ketsui" (あたしの決意)                                       | ngày 10 tháng 5 năm 2010  | 31 tháng 8 năm 2014  |
| 30 | "Thế hệ tiếp theo" "NEXT GENERATION"                                                         | ngày 17 tháng 5 năm 2010  | 31 tháng 8 năm 2014  |
| 31 | "Ngôi sao không thể trở về bầu trời" "Sora ni Modorenai Hoshi" (空に戻れない星)              | ngày 24 tháng 5 năm 2010  | 7 tháng 9 năm 2014   |
| 32 | "Vương tinh linh" "Seirei-ō" (星霊王)                                                        | ngày 31 tháng 5 năm 2010  | 7 tháng 9 năm 2014   |
| 33 | "Ngọn tháp thiên đường" "Rakuen no Tō" (楽園の塔)                                            | ngày 7 tháng 6 năm 2010   | 14 tháng 9 năm 2014  |
| 34 | "Jellal" "Jerāru" (ジェラール)                                                               | ngày 21 tháng 6 năm 2010  | 14 tháng 9 năm 2014  |
| 35 | "Âm thanh trong đêm" "Yami no Koe" (闇の声)                                                  | ngày 28 tháng 6 năm 2010  | 21 tháng 9 năm 2014  |
| 36 | "Trò chơi thiên đường" "Rakuen Gēmu" (楽園ゲーム)                                            | ngày 5 tháng 7 năm 2010   | 21 tháng 9 năm 2014  |
| 37 | "Bộ giáp cho trái tim" "Kokoro no Yoroi" (心の鎧)                                            | ngày 12 tháng 7 năm 2010  | 28 tháng 9 năm 2014  |
| 38 | "Vận mệnh" "Desutinī" (運命（デスティニー）)                                                 | ngày 19 tháng 7 năm 2010  | 28 tháng 9 năm 2014  |
| 39 | "Lời cầu nguyện với ánh sáng thần thánh" "Seinaru Hikari ni Inori o" (聖なる光に祈りを)      | ngày 26 tháng 7 năm 2010  | 5 tháng 10 năm 2014  |
| 40 | "Titania gục ngã" "Titānia, Chiru" (妖精女王（ティターニア）､ 散る)                          | ngày 2 tháng 8 năm 2010   | 5 tháng 10 năm 2014  |
| 41 | "Về nhà" "HOME"                                                                              | ngày 9 tháng 8 năm 2010   | 12 tháng 10 năm 2014 |
| 42 | "Trận đấu của Fairy Tail" "Batoru obu Fearī Teiru" (バトル・オブ・フェアリーテイル)          | ngày 16 tháng 8 năm 2010  | 12 tháng 10 năm 2014 |
| 43 | "Đánh bại đồng đội để cứu đồng đội" "Tomo no Tame ni Tomo o Ute" (友の為に友を討て)          | ngày 23 tháng 8 năm 2010  | 19 tháng 10 năm 2014 |
| 44 | "Lôi Thần Điện" "Kaminari Den" (神鳴殿)                                                      | ngày 30 tháng 8 năm 2010  | 19 tháng 10 năm 2014 |
| 45 | "Dòng dõi Satan" "Satan Kōrin" (サタン降臨)                                                  | ngày 6 tháng 9 năm 2010   | 26 tháng 10 năm 2014 |
| 46 | "Đột kích tại Thánh đường Kardia" "Gekitotsu! Karudia Daiseidō" (激突! カルディア大聖堂)     | ngày 13 tháng 9 năm 2010  | 26 tháng 10 năm 2014 |
| 47 | "Bộ ba diệt rồng" "Toripuru Doragon" (トリプル ドラゴン)                                     | ngày 20 tháng 9 năm 2010  | 2 tháng 11 năm 2014  |
| 48 | "Fantasia" "Fantajia" (幻想曲（ファンタジア）)                                               | ngày 27 tháng 9 năm 2010  | 2 tháng 11 năm 2014  |